# Erwerbsberechtigter
Ein Erwerbsberechtigter (EWB) im Sinne des deutschen Waffenrechts ist der Inhaber einer Berechtigung zum Erwerb erlaubnispflichtiger Waffen und Munition (§ 10 Waffengesetz). Die Erwerbsberechtigung wird als so genannter Voreintrag in die Waffenbesitzkarte eingetragen. Verkaufsanzeigen für erlaubnispflichtige Waffen müssen mit dem Zusatz „Abgabe nur an Inhaber einer Erwerbserlaubnis“ versehen werden (§ 35 Waffengesetz). 